# モハマッド・ハッタ
モハマッド・ハッタ（Mohammad Hatta、1902年8月12日 - 1980年3月14日）は、インドネシア共和国の初代副大統領（1945年-1956年）である。初代大統領となったスカルノとともに、インドネシアの民族主義運動、独立運動において主導的役割を果たした。その一方でスカルノとは出自、性格、信条においてきわめて対照的であり、スカルノの鋭い批判者でもあった。

## 経歴

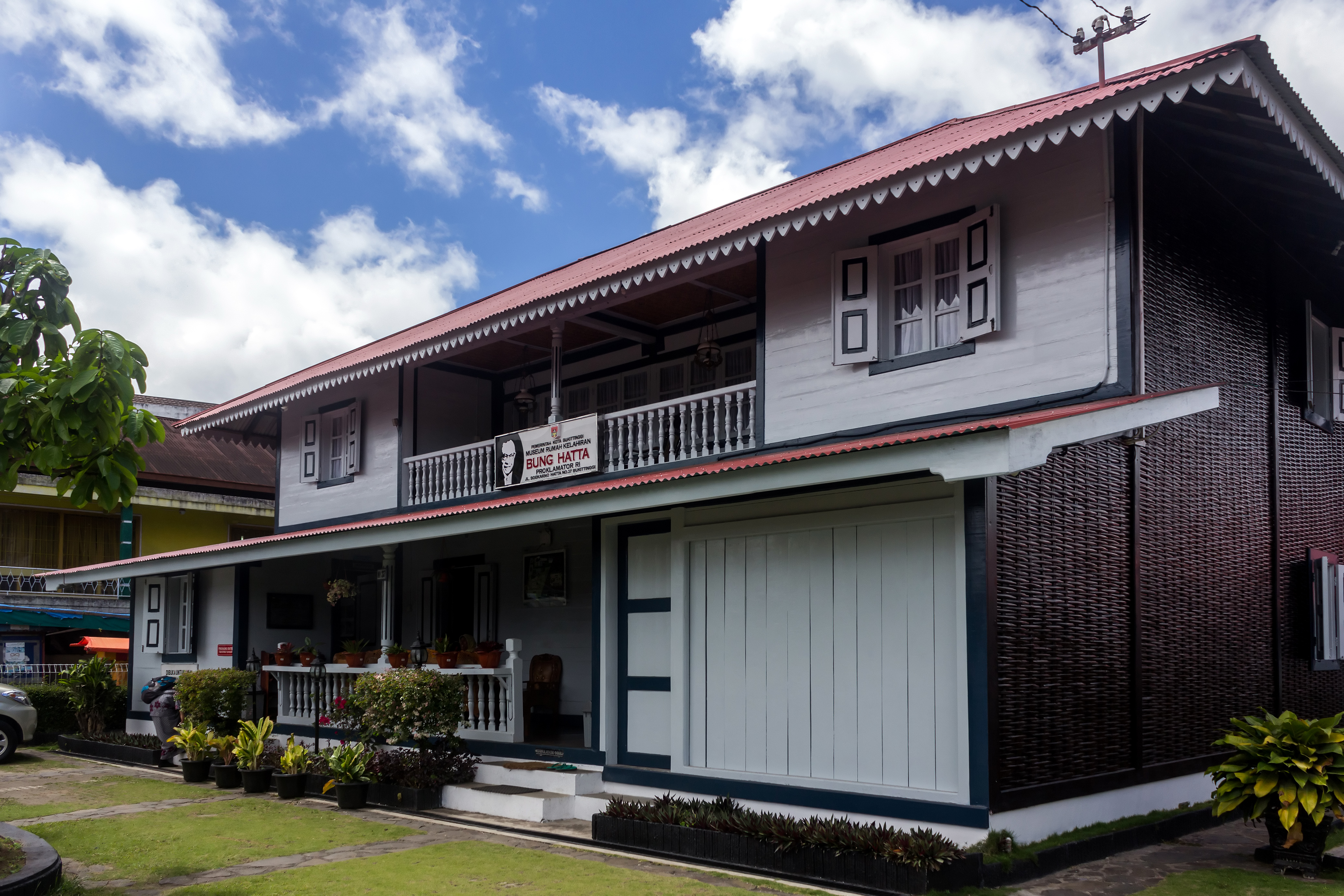
ハッタの生家（現在は博物館）

### 生い立ち
オランダ領東インド（現在のインドネシア）時代の西スマトラ、ブキティンギ生まれ。「商才に長ける」と評されるミナンカバウ族の出身であり、生家は郵便輸送などを植民地政府から請け負う商家であった。
幼時よりイスラーム塾でクルアーンの暗誦を学ぶとともに現地のオランダ人子弟のための初等学校にも通い、オランダ語での教育を受けた。その後、西スマトラの中心都市パダンの普通中学校へ進み、さらに首都バタヴィア（現在のジャカルタ）で中等商業学校へと進んだ。そして1921年、オランダに渡り、ロッテルダム商科大学に留学した。

### 政治運動
オランダ滞在中に、先住民留学生による学生団体（「インドネシア協会」。名称はオランダ語表記のIndische Vereniging から 1925年にはインドネシア語表記の Perhimpunan Indonesia に改称された）に加わり、政治運動に傾倒した。それとともにヨーロッパの労働運動や協同組合運動などについても見聞を深め、またヨーロッパの左派知識人や活動家らと交流した。1927年にはオランダ本国政府に逮捕されたが法廷闘争を通じて無罪を勝ち取っている。
1932年に経済学修士号を授与される。その後、東インドに帰国するとすぐにインドネシア国民教育協会（Pendidikan Nasional Indonesia）に参加し、活発な評論活動や啓発活動などに励んだ。この時期、民族主義運動の手法、独立国家構想などの点で、インドネシア国民党を率いるスカルノと活発な論争をおこなった。なお1933年には日本を訪れている。

### 民族主義運動
しかし植民地政府が民族主義運動に対する態度を硬化させると、1934年にハッタも植民地政府に逮捕され、西イリアンのボーフェン・ディグール（現タナ・メラ、パプア州）、続いてマルク諸島のバンダに流刑にされ、シャフリルとともに長い投獄生活、流刑地での生活をつづけることになった。
1942年に太平洋戦争下で日本軍がオランダ領東インドに侵攻しオランダ軍を放逐し、占領地全域で日本軍による軍政がはじまると、流刑先にあったハッタも政界に復帰した。日本軍政当局のねらいは、現地の民衆の協力を獲得するために高名な民族主義者であるスカルノやハッタの力を利用することであったが、民族主義者側のねらいは、ここであたえられた立場を利用して発言し、民衆の民族意識を高めることであった。ハッタもまたスカルノとともにその民衆運動の第一線に立った。また終戦間際には日本政府も独立に向けての協力を行うようになった。

### 独立戦争

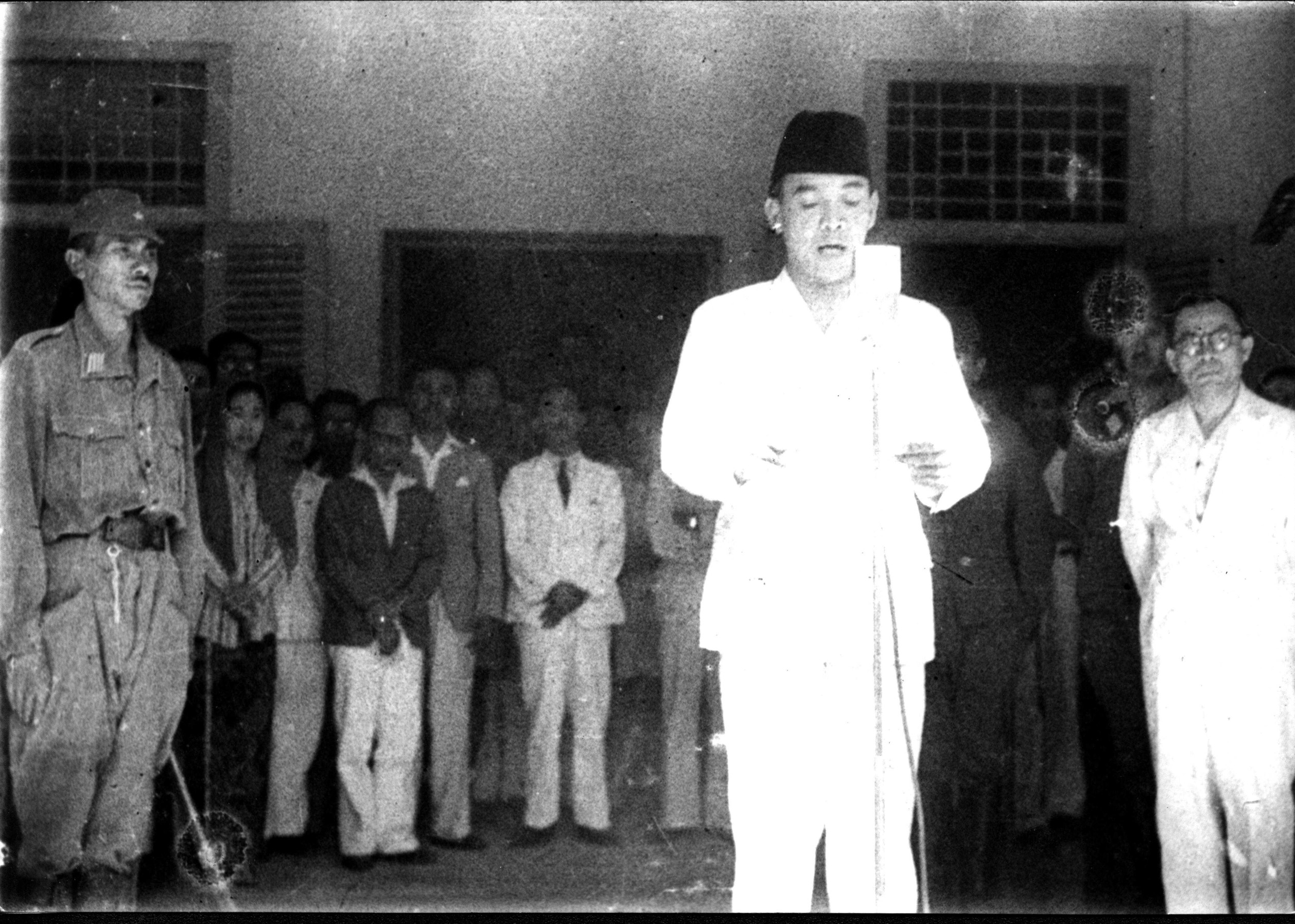
独立宣言を読み上げるスカルノ。右にいるのがハッタ（1945年8月17日）

日本の敗戦直後、1945年8月17日の「インドネシア独立宣言」にはスカルノとともに署名。その後、オランダとの独立戦争では首相・外相・国防相をつとめ、とくに外交面で主導的な役割を担った。休戦成立後、オランダのハーグで開かれた円卓会議にインドネシア共和国代表として出席、1949年12月27日の「ハーグ協定」発効によって独立国家インドネシアの第一歩を記した。

### 初代副大統領
独立後、スカルノ大統領、ハッタ副大統領とする「双頭体制」（このときの正副大統領の両者は実質的に対等であるとされていた）で最初期の国家運営に重要な役割を演じたが、次第にスカルノと対立。1956年に副大統領を辞職。その理由がハッタ本人から語られることはなかったが、両者の協力関係の崩壊は、多民族国家における協調、あるいは国家統一の理想が崩れ去っていく過程でもあったとみることができる。

### 晩年
その後ハッタは政界に復帰することなく、スカルノの「指導される民主主義」、「9月30日事件」後のスカルノの失脚とその死、そしてスハルトの新秩序体制をみつめつづけ、1980年に永眠した。ただ、その存命中には、政界での汚職や不正に対する批判が高まると一部の学生や知識人のあいだでハッタの政界復帰を唱える「ハッタ待望論」があらわれることもあった。

## 備考
- 謹厳な人柄で、信仰心に篤かったといわれる。
- 1986年にはスカルノとともに「独立宣言英雄」の称号が与えられた。その名は、1985年にオープンした、スカルノハッタ国際空港にも冠されている。

## 著作
- Kumpulan Karangan　1950年代前半に編集された著作集。全4巻。
- Kumpukan Pidato　1980年代初頭に編集された演説集。1942年から1979年までの演説を収録。全2巻。
- 『ハッタ回想録』　大谷正彦訳　めこん刊　1993年（原著はMEMOIR　1982年）